# Mark Johnson (hockey sur glace)
Pour les articles homonymes, voir Mark Johnson et Johnson.
Temple de la renommée de l'IIHF : 1999
Temple de la renommée américain : 2004
Mark Johnson (né le 22 septembre 1957 à Minneapolis dans le Minnesota aux États-Unis) est un joueur de hockey sur glace professionnel. Il a joué de 1980 à 1992 en tant que professionnel puis a été entraineur de hockey. Il est admis en 1999 au Temple de la renommée de la Fédération internationale de hockey sur glace. Il est le fils de Bob Johnson, entraineur emblématique américain.

## Carrière en club
Il commence le hockey au niveau universitaire sous la direction de son père dans l'université du Wisconsin. Il est sélectionné en 1977 lors des repêchages des grandes ligues de hockey : les Penguins de Pittsburgh de la Ligue nationale de hockey le choisissent en tant que 66e choix de la quatrième ronde alors que les Bulls de Birmingham de l'Association mondiale de hockey le choisissent 22e lors du troisième tour.
Il décide de continuer ses études et en trois saisons avec les Badgers du Wisconsin il inscrit 256 points, est nommé meilleure recrue de l'année en 1977 ainsi que sur les différentes équipes types de la NCAA. Il fait ses débuts dans la LNH avec les Penguins pour la fin de la saison 1979-1980 et joue ses premiers matchs dans les séries éliminatoires.
Pour sa première saison complète avec les Penguins en 1980-1981, il inscrit 33 points au sein d'une équipe relativement faible de Pittsburgh. Il est élu recrue de l'année de l'équipe mais cela ne suffit pas pour que les Penguins passent le premier tour des séries.
Le 2 mars 1982, il rejoint les North Stars du Minnesota en retour d'un futur choix second tour lors du repêchage en 1982 (le choix est finalement Tim Hrynewich). Il ne joue que la fin de la saison avec les North Stars et rejoint pour la saison suivante les Whalers de Hartford. En 1982, il devient le capitaine de la franchise à la suite du départ de Russ Anderson aux Kings de Los Angeles et occupe le poste pendant deux saisons. Il joue aux côtés de Sylvain Turgeon et Ray Neufeld et connait des saisons avec plus de 30 buts. Nommé meilleur joueur de l'équipe par les Whalers pour sa seconde saison, il est sélectionné pour jouer le 36e Match des étoiles de la LNH. Il va tout de même être échangé aux Blues de Saint-Louis avant la fin de la saison 1984-1985, les Whalers souhaitant récupérer le gardien Mike Liut.
Après quelques mois assez difficile dans le Missouri, il rejoint les Devils du New Jersey avec qui il va passer cinq saisons avant de quitter l'Amérique du Nord. Signant pour le club de Milan en Italie, il évolue pour la saison 1990-1991 avec le HC Milano Saima et connait une saison à 77 points en 36 matchs, le meilleur total de la saison et avec son équipe devient champion de la saison. Il joue le début de la saison suivante avec Milan puis signe pour le club de EK Zell am See de l'Österreichische Eishockey-Liga, le championnat élite de hockey en Autriche pour sa dernière saison professionnelle.

### Trophées et honneurs personnels
NCAA
- 1977 - recrue de l'année de la Western Collegiate Hockey Association
- 1978 - sélectionné dans l'équipe type de la WCHA et de la NCAA
- 1979 - sélectionné dans l'équipe type de la WCHA et de la NCAA. Meilleur joueur de l'année

Ligue nationale de hockey
- 1977 - sélectionné par les Penguins de Pittsburgh, 66e choix - quatrième ronde
- 1984 - sélectionné pour jouer le 36e Match des étoiles

## Statistiques
Pour les significations des abréviations, voir Statistiques du hockey sur glace.
| Saison     | Équipe                   | Ligue      |     | Saison régulière | Saison régulière | Saison régulière | Saison régulière | Saison régulière |    | Séries éliminatoires | Séries éliminatoires | Séries éliminatoires | Séries éliminatoires | Séries éliminatoires |
| Saison     | Équipe                   | Ligue      | PJ  | B                | A                | Pts              | Pun              | PJ               | B  | A                    | Pts                  | Pun                  |                      |                      |
| 1975-1976  | États-Unis               | Int.       | 11  | 5                | 6                | 11               | 0                |                  |    |                      |                      |                      |                      |                      |
| 1976-1977  | Badgers du Wisconsin     | NCAA       | 43  | 36               | 44               | 80               | 16               |                  |    |                      |                      |                      |                      |                      |
| 1977-1978  | Badgers du Wisconsin     | NCAA       | 42  | 48               | 38               | 86               | 24               |                  |    |                      |                      |                      |                      |                      |
| 1978-1979  | Badgers du Wisconsin     | NCAA       | 40  | 41               | 49               | 90               | 34               |                  |    |                      |                      |                      |                      |                      |
| 1979-1980  | États-Unis               | Intl       | 60  | 38               | 54               | 92               | 31               |                  |    |                      |                      |                      |                      |                      |
| 1979-1980  | Penguins de Pittsburgh   | LNH        | 17  | 3                | 5                | 8                | 4                | 5                | 2  | 2                    | 4                    | 0                    |                      |                      |
| 1980-1981  | Penguins de Pittsburgh   | LNH        | 73  | 10               | 23               | 33               | 50               | 5                | 2  | 1                    | 3                    | 6                    |                      |                      |
| 1981-1982  | Penguins de Pittsburgh   | LNH        | 46  | 10               | 11               | 21               | 30               |                  |    |                      |                      |                      |                      |                      |
| 1981-1982  | North Stars du Minnesota | LNH        | 10  | 2                | 2                | 4                | 10               | 4                | 2  | 0                    | 2                    | 0                    |                      |                      |
| 1982-1983  | Whalers de Hartford      | LNH        | 73  | 31               | 38               | 69               | 28               |                  |    |                      |                      |                      |                      |                      |
| 1983-1984  | Whalers de Hartford      | LNH        | 79  | 35               | 52               | 87               | 27               |                  |    |                      |                      |                      |                      |                      |
| 1984-1985  | Whalers de Hartford      | LNH        | 49  | 19               | 28               | 47               | 21               |                  |    |                      |                      |                      |                      |                      |
| 1984-1985  | Blues de Saint-Louis     | LNH        | 17  | 4                | 6                | 10               | 2                | 3                | 0  | 1                    | 1                    | 0                    |                      |                      |
| 1985-1986  | Devils du New Jersey     | LNH        | 80  | 21               | 41               | 62               | 16               |                  |    |                      |                      |                      |                      |                      |
| 1986-1987  | Devils du New Jersey     | LNH        | 68  | 25               | 26               | 51               | 22               |                  |    |                      |                      |                      |                      |                      |
| 1987-1988  | Devils du New Jersey     | LNH        | 54  | 14               | 19               | 33               | 14               | 18               | 10 | 8                    | 18                   | 4                    |                      |                      |
| 1988-1989  | Devils du New Jersey     | LNH        | 40  | 13               | 25               | 38               | 24               |                  |    |                      |                      |                      |                      |                      |
| 1989-1990  | Devils du New Jersey     | LNH        | 63  | 16               | 29               | 45               | 12               | 2                | 0  | 0                    | 0                    | 0                    |                      |                      |
| 1990-1991  | HC Milano Saima          | Série A    | 36  | 32               | 44               | 76               | 15               |                  |    |                      |                      |                      |                      |                      |
| 1991-1992  | HC Milano Saima          | Série A    | 2   | 1                | 3                | 4                | 0                |                  |    |                      |                      |                      |                      |                      |
| 1991-1992  | EK Zell am See           | ÖEL        | 33  | 23               | 49               | 72               | 14               |                  |    |                      |                      |                      |                      |                      |
| Totaux LNH | Totaux LNH               | Totaux LNH | 669 | 203              | 305              | 508              | 260              | 37               | 16 | 12                   | 28                   | 10                   |                      |                      |

## Carrière internationale
Il joue pour les États-Unis pour la première fois lors de la saison 1975-1976 et connaît sa première compétition internationale avec le championnat du monde de 1977. Au total, il joue pour son pays lors de 13 championnats du monde (1978, 1979, 1981, 1982, 1985, 1986, 1987 et 1990) ainsi que pour les éditions de la Coupe Canada en 1981, 1984 et 1987.
Il également connu pour avoir participé au « Miracle sur glace », l'improbable victoire de l'équipe américains sur l'Union soviétique lors des demi-finales  du tournoi olympique de hockey sur glace des XIIIe Jeux olympiques d'hiver. Il inscrit 11 buts lors du tournoi et en particulier deux buts à Vladislav Tretiak lors du match décisif. Il permet à chaque fois à son équipe de revenir à égalité avec les Soviétiques et à la suite de son premier but, l'entraîneur soviétique prit la décision de sortir Tretiak pour le remplacer par Vladimir Mychkine.

## Après carrière
Après sa carrière de joueur, il devient entraîneur dans la Colonial Hockey League, avec les Monsters de Madison en 1992-1993 et est élu meilleur entraîneur de la saison 1995-1996. En 1996, il marche sur les traces de son père et devient le nouvel assistant-entraîneur des Badgers, poste qu'il occupe pendant 6 saisons. En 1999-2000, il aide son équipe à remporter la division WCHA et depuis 2002-2003, il est l'entraineur en chef de l'équipe féminine de l'université. Il est également derrière le banc de l'équipe féminine des États-Unis qui participe au championnat du monde 2007 et remporte la médaille d'argent. Sous sa direction, l'équipe féminine des Badgers remporte le championnat NCAA en 2006 et en 2007.
En 1999, il est admis au Temple de la renommée de la Fédération internationale de hockey sur glace, à celui du Wisconsin en 2001 et à celui des États-Unis en 2004